# François Paco

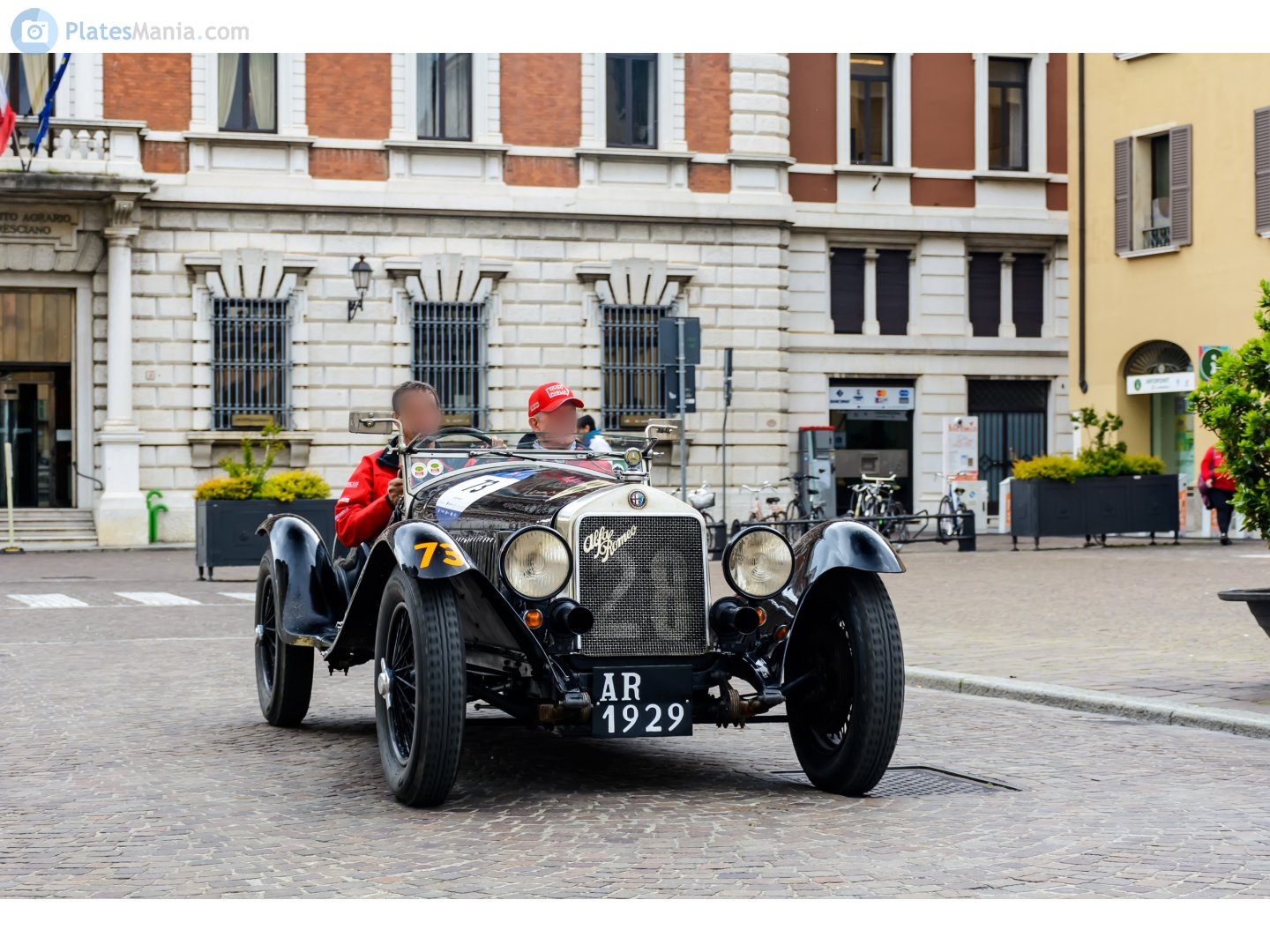
Alfa Romeo 6C 1750 GS Coupe wie ihn François Paco 1933 fuhr

Francisco Daniel Bellon, bekannt als François Paco, (* 1. November 1903 in Valencia; † 30. Juli 1985 in Amboise) war ein französischer Autorennfahrer spanischer Abstimmung.

## Karriere als Rennfahrer
François Paco war 1933 bei zwei 24-Stunden-Rennen am Start. Als Partner von André Rousseau fuhr er dessen Alfa Romeo 6C 1750 GS Coupe sowohl beim 24-Stunden-Rennen von Le Mans als auch beim 24-Stunden-Rennen von Spa-Francorchamps. In Le Mans kam das Duo als Gesamtachter ins Ziel und gewann die Rennklasse für Fahrzeuge bis 2 Liter Hubraum. Das Rennen in Spa beendeten Rousseau und Paco an der 13. Stelle der Gesamtwertung.

## Statistik

### Le-Mans-Ergebnisse
| Jahr | Team           | Fahrzeug                    | Teamkollege    | Platzierung            | Ausfallgrund |
| ---- | -------------- | --------------------------- | -------------- | ---------------------- | ------------ |
| 1933 | André Rousseau | Alfa Romeo 6C 1750 GS Coupe | André Rousseau | Rang 8 und Klassensieg |              |